# A sárkány árnyéka
A sárkány árnyéka (Taj csi: Csang Szan-feng (Tai ji: Zhang San Feng)), angol címén Tai Chi Master vagy Twin Warriors egy 1993-ban készült kínai Vuhszia (wuxia)film, mely a tajcsicsüen (taijiquan) alapítójának, a „taoista halhatatlannak”, Csang Szan-feng (Zhang San Feng) mesternek állít emléket. A filmet Jüan Ho-ping (Yuen Woo-ping) rendezte, a főszerepben pedig Jet Li és Michelle Yeoh látható. A Rotten Tomatoes 86%-osra ítélte a filmet. A magyar címnek nincs köze a film eredeti címéhez.

## Történet
Csün Pao (Jun Bao) (Jet Li) és Tien Pao (Tien Bao) kisfiúként kerül a Saolin templomba, ahol a legkiválóbb tudású tanítványokká válnak, s a legjobb barátok lesznek. Csün Pao (Jun Bao) jószívű, kedves és naiv, Tien Pao (Tien Bao) agresszív és nagyravágyó. Egy félresikerült verseny után a mesterük elzavarja őket a templomból. A városban a két fiatalember összetalálkozik Siu Linnel (Michelle Yeoh), aki maga is kiváló harcos és aki éppen szerelmét siratja, mert az elhagyta őt a kormányzó gonosz húgának kedvéért.
Hamarosan összeütközésbe kerülnek a lázadó banditákkal, akik a kegyetlen kormányzótól lopják vissza a többszörösen kivetett adókat. Miután a katonák megalázzák őket, Tien Pao (Tien Bao) úgy dönt, beáll a seregbe, rangot és hírnevet szerezni. Csün Pao (Jun Bao) nem tart vele. Tien Pao (Tien Bao), hogy bizonyítson a kormányzónak, és minél magasabbra kerülhessen a katonai ranglétrán, elárulja barátait, tőrbe csalja őket és végül magának kell megvívnia gyermekkori barátjával, ezúttal életre-halálra.

## Tajcsicsuan
A film témája a barátok között kialakuló háborún keresztül a tajcsicsuan (taijiquan) kialakulását mutatja be Csün Pao (Jun Bao) drámáján keresztül. Csün Pao (Jun Bao), lábadozása alatt ráébred arra, hogy az agresszív fizikai erővel végrehajtott küzdelem a hasonlóan képzett harcosokat semmiben sem helyezi egymás fölé, és a fizikai erőt valójában a lágysággal, a természet törvényei szerint alkalmazott technikákkal lehet legyőzni.